# Molotov (incrociatore)
Il Molotov fu un incrociatore della Marina militare sovietica, entrato in servizio nel gennaio 1941 come quarta unità della classe Kirov.
Assegnato alla Flotta del Mar Nero, l'incrociatore partecipò alla seconda guerra mondiale operando contro i tedeschi e le forze dell'Asse nelle acque della penisola di Crimea in particolare durante l'assedio di Sebastopoli; modernizzato più volte nel dopoguerra, cambiò nome in Slava nel 1957 e fu poi riclassificato come nave scuola nel 1961 prima di essere radiato e avviato alla demolizione nell'aprile del 1972.

## Storia

### Servizio nella seconda guerra mondiale

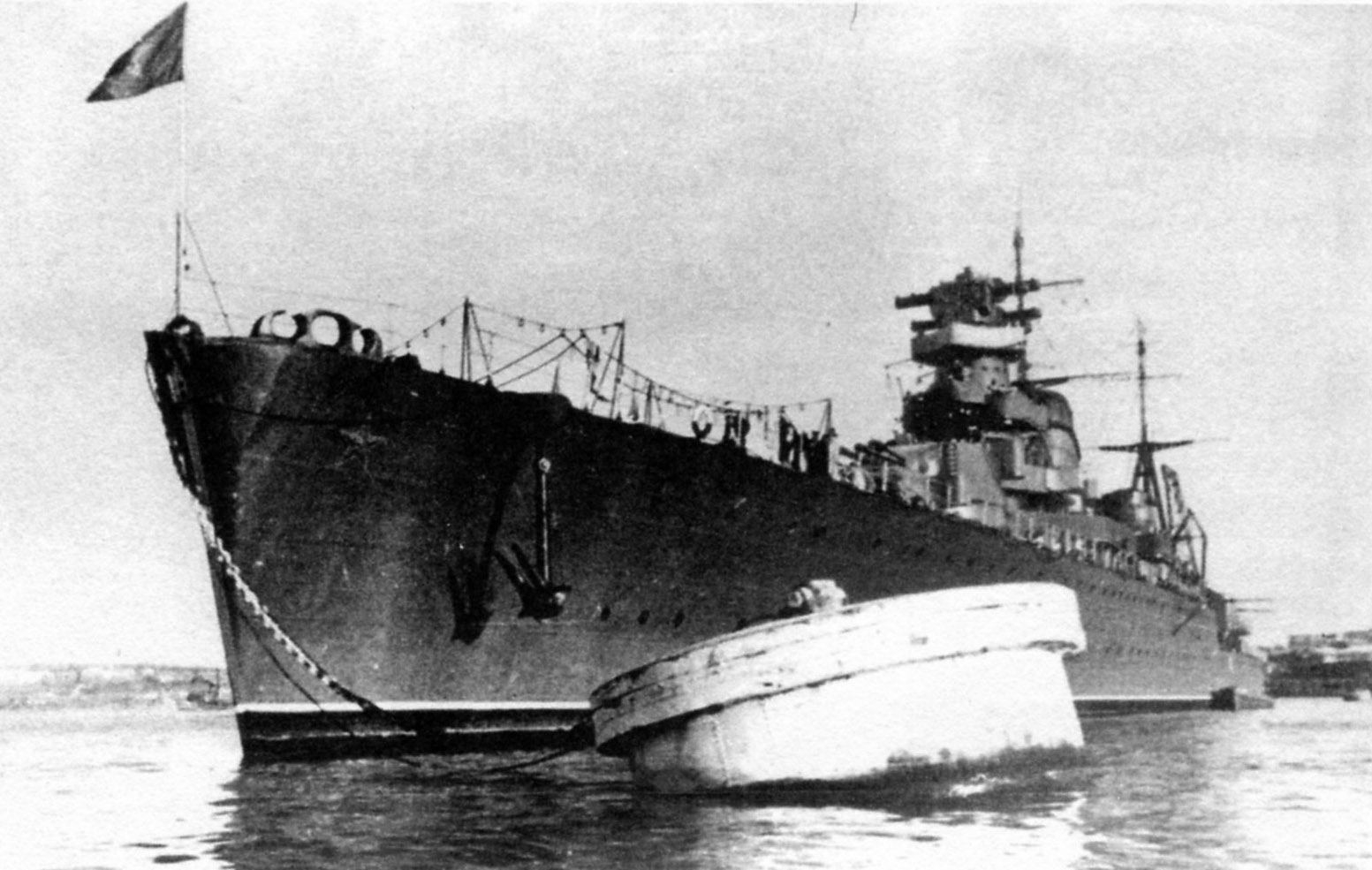
L'incrociatore visto di prua

Impostata nei cantieri navali di Nikolaev nell'odierna Ucraina il 14 gennaio 1937, la nave fu varata il 4 dicembre 1939 con il nome di Molotov (Молотов) in onore di Vjačeslav Michajlovič Molotov, l'allora ministro degli esteri dell'Unione Sovietica; l'unità entrò poi in servizio il 14 giugno 1941. Il Molotov apparteneva a una variante della classe Kirov (Project 26 nella designazione sovietica), denominata "classe Maksim Gor'kij" o "Project 26 bis" e dotata di leggeri miglioramenti per quanto riguardava la corazzatura, il sistema di controllo del fuoco e la capacità dei serbatoi di carburante; l'incrociatore fu la prima unità della Marina sovietica ad essere equipaggiata con un sistema radar, un'apparecchiatura Redut-K per l'avvistamento di aerei; un radar di controllo del fuoco Mars-1 fu poi aggiunto nel 1944.
Assegnato alla Flotta del Mar Nero, al momento dell'invasione tedesca dell'URSS nel giugno 1941 il Molotov era di stanza a Sebastopoli onde provvedere alla copertura radar della base, ma l'avanzata tedesca all'interno della Crimea nell'ottobre seguente spinse il comando sovietico a trasferire l'incrociatore nel porto di Tuapse più a est. Il 9 novembre la nave bombardò le postazioni tedesche a Feodosia con i suoi cannoni da 180 mm, mentre tra il 24 e il 28 dicembre seguenti trasportò da Poti a Sebastopoli assediata parte della 386ª Divisione fucilieri; durante lo scarico dei reparti il 29 dicembre, il Molotov fu danneggiato dal fuoco dell'artiglieria terrestre proveniente dalle postazioni dell'Asse, rispondendo al tiro con i suoi grossi calibri. Nel viaggio di ritorno iniziato il 30 dicembre, l'incrociatore evacuò da Sebastopoli 600 feriti.
Il Molotov riprese le sue missioni di trasporto verso Sebastopoli nella prima settimana del gennaio 1942, ma nella notte tra il 21 e il 22 gennaio subì danni allo scafo dopo essere stato sbattuto contro un molo nel porto di Tuapse nel corso di una violenta tempesta; la nave passò il mese successivo in riparazioni che tuttavia non poterono essere interamente completate: il danno residuo ridusse la velocità dell'incrociatore di diversi nodi. Rientrata in servizio, l'unità fornì fuoco d'appoggio ai reparti sovietici sbarcati sulla penisola di Kerč' fino al 20 marzo, quando rientrò a Poti per ulteriori riparazioni; il 12 giugno 1942 il Molotov trasportò a Sebastopoli 2.998 militari della 138ª Brigata fucilieri, bombardando poi le postazioni tedesche e imbarcando per il viaggio di ritorno 1.065 feriti e 350 donne e bambini evacuati. Tra il 14 e il 15 giugno la nave compì un nuovo viaggio a Sebastopoli portando insieme ad altre unità navali 3.855 soldati di rinforzo alla guarnigione, bombardando nuovamente le postazioni dell'Asse ed evacuando 2.908 tra feriti e rifugiati civili.

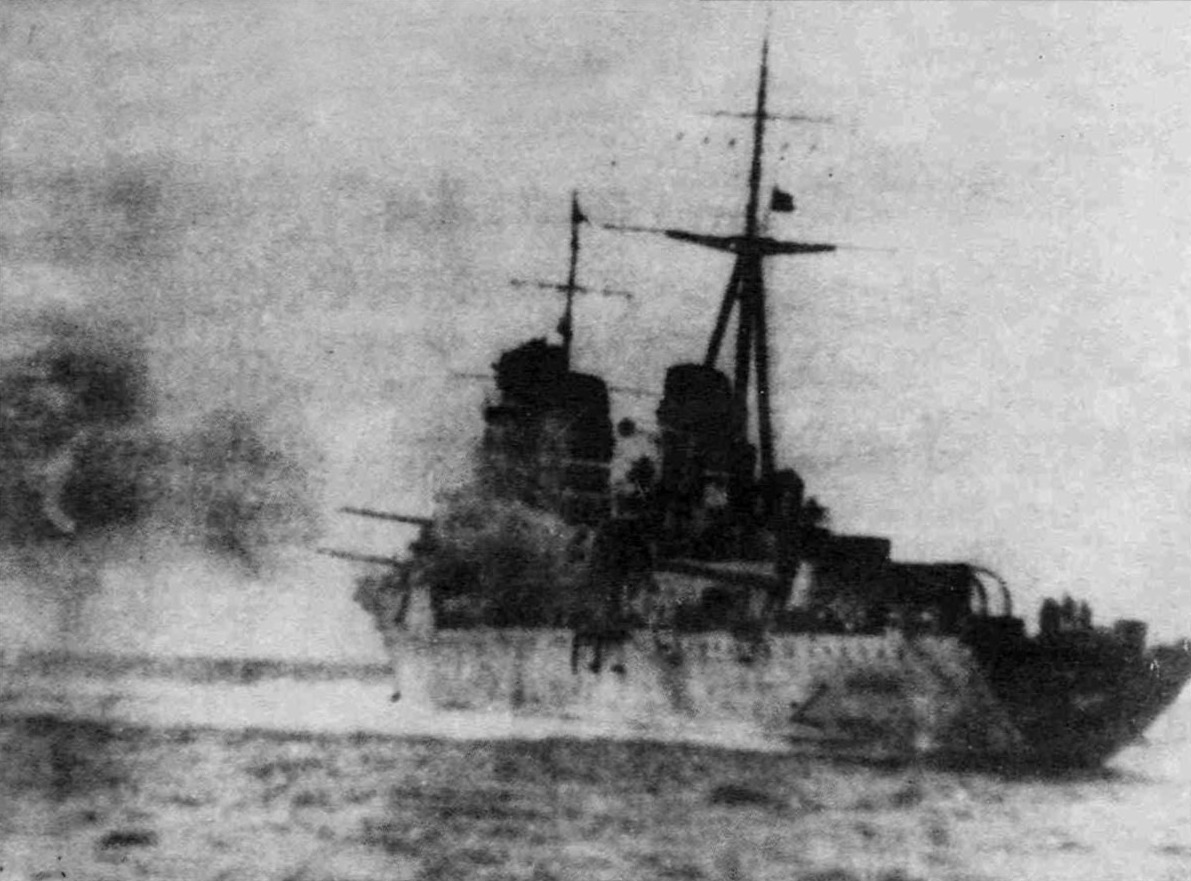
Il Molotov mentre fa fuoco con i suoi pezzi principali

Nella notte tra il 2 e il 3 agosto 1942, mentre dirigeva su Feodosia per un bombardamento delle postazioni tedesche insieme al cacciatorpediniere conduttore Char'kov, l'incrociatore fu gravemente danneggiato in un'azione di mezzi aerei e navali dell'Asse: dopo uno scambio di colpi con le batterie costiere tedesche, in fase di disimpegno il Molotov fu attaccato intorno alle 01:00 del 3 agosto da aerosiluranti tedeschi Heinkel He 111 del 2º Gruppo del 26º Stormo Bombardamento (II./KG.26) della Luftwaffe, decollati dall'aeroporto di Buzeau in Romania, e da due MAS della Regia Marina italiana di base a Feodosia; l'incrociatore fu colpito a poppa da un siluro, variamente attribuito a un He 111 tedesco o al MAS 568 italiano, la cui esplosione asportò 20 metri di scafo, ridusse la velocità della nave a 10 nodi e uccise 18 membri dell'equipaggio. Raggiunto da altre unità di scorta, che la mattina del 3 agosto respinsero con un forte fuoco antiaereo un nuovo attacco degli aerosiluranti tedeschi, il Molotov riuscì a rientrare a Poti quella stessa notte.
Le riparazioni della nave si svolsero a Poti a partire dall'ottobre 1942, protraendosi fino al 31 luglio 1943: per la ricostruzione dello scafo furono utilizzate varie parti prese da navi ancora incomplete, tra cui la poppa dell'incrociatore Frunze della classe Čapaev, il timone dell'incrociatore Zheleznyakov e parte dei macchinari dell'incrociatore Kaganovic e del sommergibile L-25; l'armamento antiaereo fu notevolmente potenziato con l'aggiunta di dodici cannoni automatici 37 mm M1939 (61-K) al posto di tre dei pezzi da 45 mm, mentre dalla nuova catapulta per aerei installata sull'incrociatore furono compiuti con successo dei lanci di prova di velivoli da caccia Supermarine Spitfire. Dopo l'affondamento di tre cacciatorpediniere sovietici in attacchi aerei tedeschi il 6 ottobre 1943, tuttavia, Stalin vietò l'impiego di unità navali pesanti sovietiche senza un suo specifico ordine e il Molotov, rientrato ufficialmente in squadra il 5 novembre 1943, trascorse il resto della guerra senza più prendere parte a operazioni belliche.

### Nel dopoguerra
A ostilità concluse, il Molotov fu messo in cantiere nel novembre 1945 per completare le riparazioni dei danni patiti in guerra; il 5 ottobre 1946 si sviluppò un incendio nel magazzino delle munizioni della torre d'artiglieria numero 2, estinto solo con l'allagamento del deposito e al prezzo di 22 morti e 20 feriti tra l'equipaggio. Nei tardi anni 1940 il Molotov fu impiegato per la sperimentazione degli apparati radar da installare sui nuovi incrociatori classe Čapaev e classe Sverdlov, e subì ulteriori ammodernamenti nel 1952 e nel 1955: tutto l'armamento antiaereo leggero fu eliminato e rimpiazzato con undici complessi binati di cannoni automatici da 37 mm, i cannoni secondari da 100 mm furono reinstallati su supporti completamente automatizzati B-34USMA, furono installati nuovi apparati radar e sistemi per il controllo del tiro antiaereo, e furono eliminati gli impianti lanciasiluri, l'armamento anti-sommergibili e la catapulta per aerei; il costo complessivo per questi lavori ammontò a 200 milioni di rubli, tra metà e tre quarti del costo di un nuovo incrociatore classe Sverdlov.
Il 29 ottobre 1955 il Molotov partecipò alle operazioni di soccorso dopo l'esplosione nel porto di Sebastopoli della nave da battaglia Novorossijsk: cinque membri dell'equipaggio dell'incrociatore persero la vita quando lo scafo della Novorossijsk si capovolse e affondò dopo tre ore dall'esplosione. Dopo la destituzione di Vjačeslav Molotov a seguito di un fallito tentativo di colpo di Stato contro Nikita Sergeevič Chruščёv, la nave fu ribattezzata Slava (Слава, "gloria" in lingua russa); riclassificata come nave scuola il 3 agosto 1961, l'unità fu dispiegata nel mar Mediterraneo tra il 5 e il 30 giugno 1967 per mostrare il supporto dell'URSS alla Siria durante gli eventi della guerra dei sei giorni. Lo Slava tornò nuovamente nel Mediterraneo nel settembre-dicembre del 1970, prestando assistenza al cacciatorpediniere Bravyi dopo la sua collisione con la portaerei britannica HMS Ark Royal nel corso di manovre addestrative della NATO; ormai obsoleto, l'incrociatore fu infine radiato e venduto per la demolizione il 4 aprile 1972.